# Мезорегіон Сертан Сежипіано
Мезорегіон Сертан Сежипіано (порт. Mesorregião do Sertão Sergipano) — адміністративно-статистичний мезорегіон у Бразилії. Один з трьох мезорегіонів штату Сержипі.

## Мікрорегіони
Мезорегіон Сертан Сежипіано формується шляхом об'єднання п'ятнадцяти муніципалітетів, згрупованих в двох мікрорегіонах:
1. Сержипана-ду-Сертан-ду-Сан-Франсіску
2. Каріра

| Бразилія | Це незавершена стаття з географії Бразилії. Ви можете допомогти проєкту, виправивши або дописавши її. |